# Садовка (Лопатинский район)
Садовка — село в Лопатинском районе Пензенской области. Входит в состав Китунькинского сельского поселения.

## География
Находится в 4 км к юго-востоку от села Китунькино, на левом берегу реки Узы.

## История
Основано с. Зиновьевка в 1695 году — помещиком Зиновьевым. В 1743 году построена Борисоглебская церковь. В 1747 показано как село Борисоглебское, Зиновьевка тож, отставного капрала Сергея Алексеевича Башева (за ним 20 ревизских душ), комиссара Сергея Петровича Слепцова (41), сержанта Льва Семеновича Слепцова (2), всего 63 ревизских души. В 1795 году село Борисоглебское, Зиновьевка тож, Петровского уезда Саратовской губернии — владение полковника Ивана Михайловича Колошина с другими владельцами, за ними 141 двор и 452 ревизских души. Перед отменой крепостного права д. Садовка показана за помещиком Столыпиным, 82 ревизских души крестьян, 83 р.д. дворовых людей (большое количество дворовых — свидетельство существования при усадьбе каких-то неземледельческих занятий: винокуренный завод, 8 дворов крестьян (после большого пожара?), 15 тягол (барщина), у крестьян 4 десятины усадебной земли, 390 дес. пашни, 20 дес. сенокоса, 6 дес. выгона, кроме того, крестьяне снимали в оброк «от казны» 353,84 дес. земли, у помещика 105 дес. удобной земли, в том числе леса и кустарника 70 дес., сверх того 10 дес. неудобной земли. С 1860-х Зиновьевка — волостной центр Петровского уезда Саратовской губернии. В 1877—170 дворов, церковь, школа, 2 постоялых двора, 2 водяные мельницы, красильня, в пяти верстах — винокуренный завод.
12 декабря 1882 г. прихожане обратились в Саратовскую духовную консисторию с прошением о постройке новой церкви вместо существующей ветхой. Было собрано 3156 р. Храм во имя Казанской иконы Божией Матери, деревянный, с приделом во имя святого и чудотворца Николая начал строиться в 1883 г. Храм строился по проекту Готгардта Ивана Ивановича (1823 — после 1885), который выполнял проектные и сметные работы, а также вел наблюдения за строительством церквей за счет сельских обществ и частных лиц «с вознаграждением за проекты от 50 до 150 рублей, и с наблюдением за работами не свыше 2 % от стоимости работ». Строительство храма было окончено в 1889 г. Освящение состоялось 23 июля 1890 г. Приписная церковь-школа и часовня к храму была в деревне Рузлатка (Деревянная часовня). Храм закрыт по решению крайисполкома от 14 августа 1933 г.

### Советское время
23.02.1918 в Зиновьевской волости установлена Советская власть. 1921 — центр волости, 250 дворов. В 1926 — центр Зиновьевского сельсовета. В 1937 г. постановлением президиума ВЦИК село Зиновьевка Лопатинского района Саратовской области переименовано в Садовка. В 1955 — в составе Китунькинского сельсовета, центральная усадьба колхоза «Победа».

## Население
| 1795  | 1859  | 1877 | 1902  | 1914  | 1921  | 1926  |
| ----- | ----- | ---- | ----- | ----- | ----- | ----- |
| 900   | ↗1025 | ↘933 | ↗1424 | ↘1315 | ↗1760 | ↘1556 |
| 1939  | 1959  | 1979 | 1989  | 1996  | 2002  | 2010  |
| ↘1024 | ↘462  | ↘129 | ↘28   | ↘24   | ↘13   | ↘11   |